# الطفيلة (المحويت)

تعديل مصدري - تعديل

الطفيلة هي إحدى قرى عزلة بني الوليد بمديرية المحويت التابعة لمحافظة المحويت، بلغ تعداد سكانها 179 نسمة حسب تعداد اليمن لعام 2004.